# ضرغام اسماعیل
ضرغام اسماعیل داود قریشی (عربی: ضرغام اسماعیل داوود القریشی؛ زادهٔ ۲۳ مهٔ ۱۹۹۴) بازیکن فوتبال اهل عراق است.
وی همچنین در تیم ملی فوتبال عراق بازی کرده‌است.